# ありのひろし
ありの ひろしは、日本の漫画家・イラストレーター。男性。埼玉県出身。

## 概要
1989年、「揺れて悶えて」で『ハーフリータ』（松文館）よりデビュー。主に成人向け漫画を執筆し、現在（2012年9月）『コミックメガミルク』（コアマガジン）にて活動している。2010年『さくらハーツ』（日本文芸社）創刊号から9号まで「花嫁の風」を隔月にて連載した。
同人サークル「スタジオBIG-X」主宰し、コミックマーケット等同人誌即売会に参加している。

## 作品リスト

### 単行本

#### 成人向け作品
1. 『とらぶりっ子おしおき組』 （1994年4月、松文館〈別冊エースファイブコミックス〉、ISBN 4-7901-0027-8）
2. 『令嬢調教』 （1997年5月、松文館〈別冊エースファイブコミックス〉、ISBN 4-7901-0238-6）
3. 『ハッピーディ』 （1997年7月、オークラ出版〈OAK comix〉、ISBN 4-87278-163-5）
4. 『家畜令嬢』 （1998年3月、松文館〈別冊エースファイブコミックス〉、ISBN 4-7901-0301-3）
5. 『恥辱令嬢』 （1998年8月、松文館〈別冊エースファイブコミックス〉、ISBN 4-7901-0344-7）
6. 『牝犬令嬢』 （1998年10月、松文館〈別冊エースファイブコミックス〉、ISBN 4-7901-0363-3）
7. 『夜光娘』 （1998年11月、司書房〈ツカサコミックス〉、ISBN 4-8128-0188-5）
8. 『獣達の生贄』 （2000年10月発売[3]、松文館〈別冊エースファイブコミックス〉、ISBN 4-7901-0616-0）
9. 『首輪令嬢』 （2000年12月発売[3]、松文館〈別冊エースファイブコミックス〉、ISBN 4-7901-0646-2）
10. 『Peeping Eyes』 （2001年6月16日発売[4]、エンジェル出版〈エンジェルコミックス〉、ISBN 4-87306-104-0）
11. 『真夜中の掟』 （2001年12月、フランス書院〈Xコミックス〉、ISBN 4-8296-7838-0）
12. 『ぴゅあ♥えいじ』 （2004年8月15日発行[5]〈2004年8月12日発売[6]〉、茜新社〈TENMA COMICS〉、ISBN 4-87182-689-9）
13. 『堕天使達のかけら』 （2005年3月10日発売[7]、コアマガジン〈ホットミルクコミックス191〉、ISBN 4-87734-808-5）
14. 『背徳の生贄』 （2005年4月15日発売[3]、松文館〈別冊エースファイブコミックス〉、ISBN 4-7901-1457-0）
15. 『マスカノ～ご主人様は彼女～』 （2008年4月10日発売[7]、コアマガジン〈ホットミルクコミックス264〉、ISBN 978-4-86252-381-5）
16. 『微少女初搾り』 （2009年3月19日発売[8]、茜新社〈TENMA COMICS〉、ISBN 978-4-86349-054-3）
17. 『発情DNA』 （2010年9月30日発売[7]、コアマガジン〈ホットミルクコミックス329〉、ISBN 978-4-86252-922-0）
18. 『妹が変態で…困る!』 （2011年6月24日発売[9]、茜新社〈TENMA COMICS RIN〉、ISBN 978-4-86349-230-1）
19. 『彼女のトロける穴の卑猥さは尋常ではない』 （2014年8月発売、富士美出版〈富士美コミックス〉、ISBN 978-4-7995-0311-9）
20. 『裸のパノラマ』 （2017年10月27日発売[10]、ジーウォーク〈ムーグコミックス〉、ISBN 978-4-86297-718-2）
21. 『美人三姉妹とラブホ始めましたっ！』 （ジーウォーク〈ムーグコミックス〉、上下巻）
  - 上 2019年4月26日発売[11]、ISBN 978-4-86297-852-3
  - 下 2019年5月28日発売[11]、ISBN 978-4-86297-877-6
22. 僕の彼女が不在中に、彼女の親友のAV女優とハメまくった日々の断片（2022年、ジーウォーク）原作：朝霧浄

#### 一般向け作品
- 『花嫁の風』 日本文芸社『サクラハーツ』2010年V0l.1～9、〈ニチブンコミックス SH COMICS〉、全2巻
  1. 2011年11月28日発売[12]、ISBN 978-4-53712-816-1
  2. 2012年10月9日発売[13]、ISBN 978-4-537-12941-0

### 単行本未収録作品
- COMIC RIN（茜新社）
  - ようこそ!未来少女 （2011年7、10、2012年3月号）[14][15]